# 마알라알라 모 카야
《마알라알라 모 카야》(필리핀어: Maalaala Mo Kaya)는 1991년부터 현재까지 방영된 필리핀의 드라마선집이다.